# نوک‌بزرگ چینی
نوک‌بزرگ چینی، سهره نوک‌بزرگ چینی، نوک‌بزرگ نوک‌زرد یا سهره نوک‌بزرگ دم‌سیاه (نام علمی: Eophona migratoria) گونه‌ای سهره از خانواده سهرگان است.
این گونه در خاور دور روسیه، چین، منچوری و کره وجود دارد. در جنگل‌ها، جنگل‌های مختلط و جنگل‌های بامبو مناطق تپه‌ای و کوهستانی یافت می‌شود: از انسان نمی‌ترسد و به باغ‌ها نیز می‌رود.